# Forechecking
Forechecking (Englisch), Angriffspressing oder Angriffsverteidigung, ist eine spieltaktische Variante im Sport. Der ursprünglich im Eishockey entstandene Ausdruck wird heute auch in anderen Sportarten, z. B. Fußball, verwendet. Forechecking bezeichnet das frühzeitige Stören bzw. Bekämpfen des gegnerischen Angriffs bzw. Angriffversuchs schon in der gegnerischen Hälfte bzw. Drittel (Eishockey).
Diese spieltaktische Variante verlangt gute Kondition, vor allem der Mittelfeldspieler und Stürmer, da vor allem diese das Forechecking ausführen, indem sie die ballführenden Spieler (des Aufbauspiels) stören bzw. bekämpfen. Im Eishockey wird diese Abwehrvariante vor allem im Powerplay und in einer Drucksituation genutzt.
Die Taktik des Forecheckings ist wesentlicher Bestandteil des modernen Fußballs.